# Grotte de Bédeilhac
Pour les articles homonymes, voir Bédeilhac.
La grotte de Bédeilhac est une vaste grotte ornée située sur le territoire de la commune de Bédeilhac-et-Aynat en Ariège. Elle fait partie du réseau de grottes ornées de la chaîne pyrénéo-cantabrique.

## Spéléométrie
Le développement de la cavité est de 2 240 m.

## Géographie et contexte géologique
La grotte de Bédeilhac est située dans la vallée de Saurat, sur le territoire de la commune de Bédeilhac-et-Aynat, près de Tarascon-sur-Ariège, à 690 mètres d'altitude. Elle s'ouvre sur le flanc de la montagne et pénètre à 750 mètres à l'intérieur du massif du Soudour.
La grotte est creusée dans le calcaire du Crétacé inférieur.

## Histoire

### Fréquentation
L'humain, depuis 15 000 ans au moins, connaît et fréquente la grotte préhistorique de Bédeilhac. Ce lieu de refuge et de probables rituels pour les chasseurs de l'époque magdalénienne voit se succéder les groupes humains de l'âge des métaux (sépultures de l'âge du bronze), de l'Antiquité, puis les premiers naturalistes dès le XVIe siècle au moins.

### Découverte

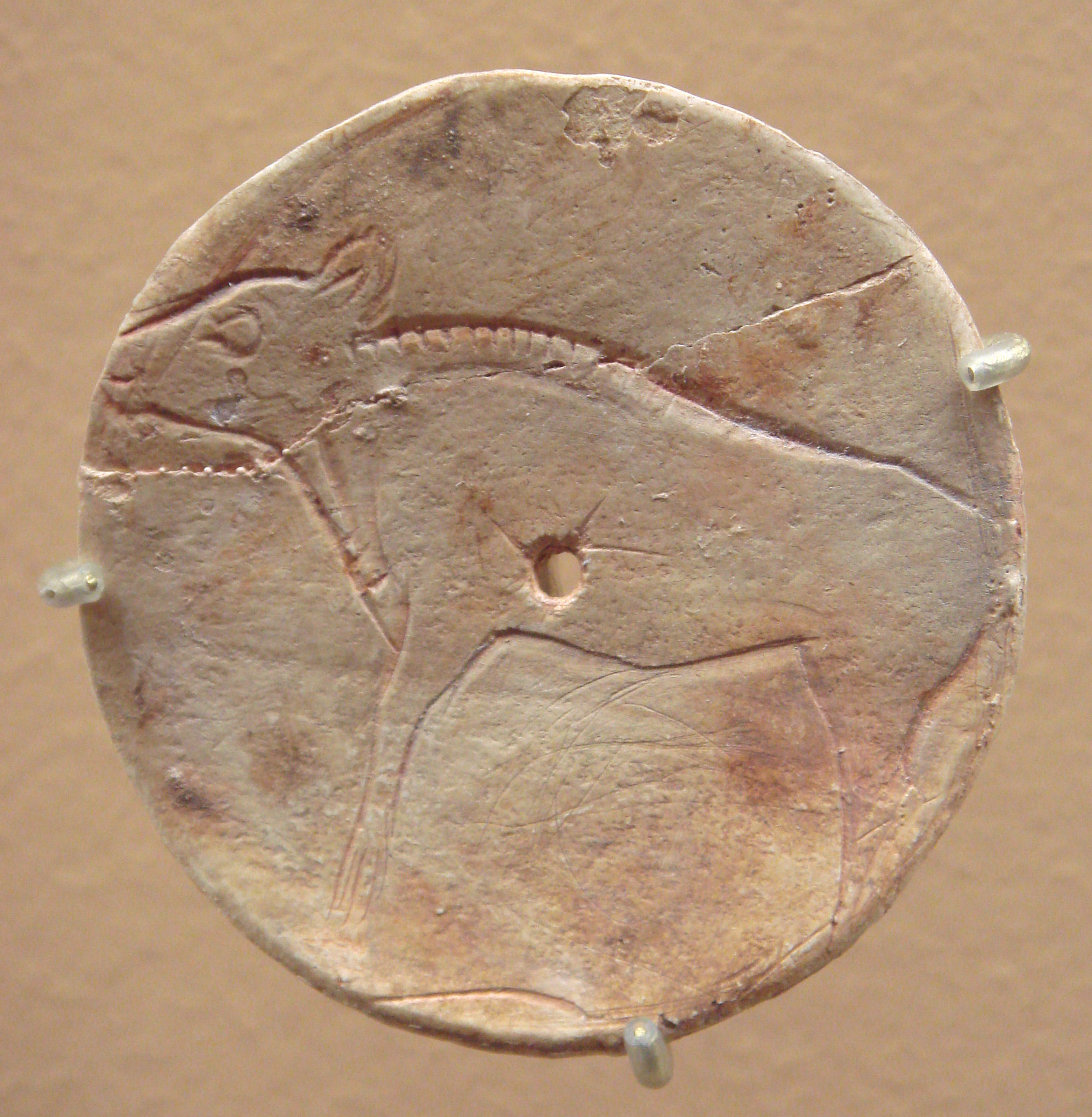
Plaque gravée du Magdalénien. Jeune bison européen (Bos bosanus).

La grotte, connue de tout temps a été visitée et décrite dès 1773 par Marcorelle.
En juillet 1906, une peinture pariétale paléolithique y est découverte et authentifiée par l'abbé Henri Breuil, la première du département de l'Ariège.
La grotte est explorée à plusieurs reprises et messieurs Cartailhac, Vidal et Mandement y font des découvertes,. Après plusieurs découvertes de peintures, gravures et modelages sur argile, la grotte est classée Monument historique en 1929.

### La légende
De par sa grande taille, la grotte sert d'entrepôt pendant la Seconde Guerre mondiale. Une légende prétend que l'aviation allemande y aurait installé un aérodrome. Cette rumeur est démentie par la réalité historique,.
En fait, la grotte fut réquisitionnée à partir du 1er juin 1940 pour les usines aéronautiques Dewoitine qui entreprirent le chemin qui conduit à la grotte, commencèrent à aplanir son entrée dans le but d'y installer des ateliers pour produire des pièces pour ses avions. La défaite de l'armée française fit cesser cette entreprise : l'usine fut démantelée début juillet de la même année. Les troupes d'occupation allemandes reprirent l'idée et se rendent maîtres de la grotte à partir de mai 1944 pour la restauration de leurs avions Junkers : elles poursuivirent l'aplanissement et le bétonnage de l'entrée commencés par Dewoitine pour y installer leurs machines-outils. Les Allemands abandonneront le site le 15 août 1944 en y laissant huit carcasses de Junker, les outils et les baraques installées pour le personnel.
Le site de Bédeilhac fait l'objet d'un exploit le 1er juillet 1972. Le pilote d’essai Georges Bonnet, aux commandes d'un petit avion de tourisme (type Morane), réussit à atterrir dans la grotte. Il renouvelle son exploit en 1974, à l'occasion du tournage du film « le Passe Montagne » de Christian Bernadac,. Une réplique de cet avion se trouve au début du parcours de la visite.

### Premières médiatiques
Le site a également été l'objet en 1929, d'un des premiers films tournés sous terre. En 1958, Norbert Casteret et sa fille Raymonde ainsi que José Bidegain, Joseph Delteil, Georges Lépineux participent au premier reportage télévisé en direct d’une grotte depuis Bédeilhac, présenté par Georges de Caunes.

## Description de la grotte

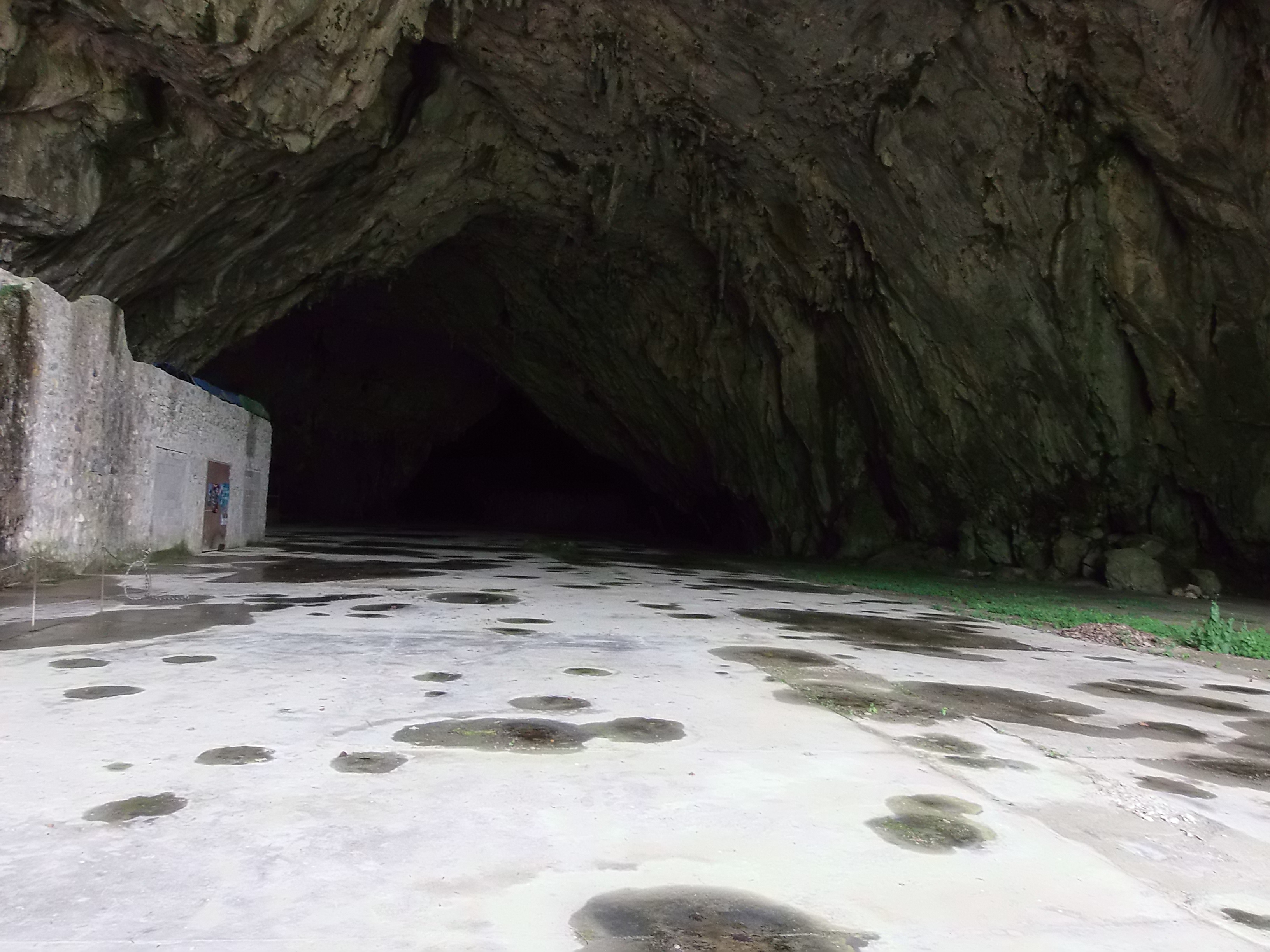
Entrée de la grotte de Bédeilhac.

La grotte préhistorique de Bédeilhac est de très grande dimension,, avec une ouverture de 40 mètres de large sur 1 km,, et dont la voûte s'élève parfois jusqu'à 80 mètres au-dessus du sol. L’entrée de la grotte a été nivelée sur environ 350 mètres.
Le site comprend des concrétions stalagmitiques et des œuvres préhistoriques de la période magdalénienne, réparties en plusieurs salles : une grande galerie, salle qui possède la plus grande dimension, un labyrinthe, une galerie des modelages, la galerie Vidal et une salle terminale. L'art rupestre de la grotte est une illustration des techniques connues dans les œuvres magdaléniennes.
On trouve dans la grande galerie une concrétion stalagmitique dite le bénitier, un bison peint de la période magdalénienne, un grand pilier stalagmitique, des mains positives de la période magdalénienne. Le labyrinthe compte un ensemble de piliers stalagmitiques. La galerie des modelages comporte des modelages d'argile de la période magdalénienne, des bas-reliefs modelés sur argile, un cheval acéphale de la période magdalénienne. Dans la galerie Vidal on peut voir une tête de bison de la période magdalénienne. Enfin, la salle terminale comporte des gravures sur argile de la période magdalénienne (bison, cheval et une vulve tracée au doigt), un bison au charbon de bois de la période magdalénienne.
On y trouve aussi un emplacement de foyer, ainsi qu'un certain nombre d'objets,, comme une rondelle perforée.

## Site touristique
La grotte de Bédeilhac, propriété de la commune, est ouverte aux visites.

### Note
1. ↑  En spéléologie, le développement correspond à la longueur cumulée des galeries interconnectées qui composent un réseau souterrain.